# Teucholabis (Teucholabis) strumosa
Teucholabis (Teucholabis) strumosa is een tweevleugelige uit de familie steltmuggen (Limoniidae). De soort komt voor in het Neotropisch gebied.